# NGC 3839
NGC 3839 ist eine Spiralgalaxie vom Hubble-Typ Sd im Sternbild Löwe an der Ekliptik. Sie ist schätzungsweise 261 Millionen Lichtjahre von der Milchstraße entfernt.
Das Objekt wurde am 19. April 1882 vom französischen Astronomen Edouard Stephan entdeckt.